# Herb Wałbrzycha
Herb Wałbrzycha – jeden z symboli miejskich Wałbrzycha.

## Wygląd i symbolika
Herb przedstawia dąb o zielonej koronie i brązowym pniu stojący na zielonej murawie. Za drzewem widnieją szare góry; tarcza herbu jest czerwona.
Herb nawiązuje do głównie herbu z 1764 roku, jego wygląd został zatwierdzony w 1991 r.

## Historia
Pierwszy znany herb Wałbrzycha pochodzi z 1675 roku. Przedstawiał on samotne drzewo – zieloną jodłę na niebieskim tle, rosnącą na pagórku. W latach 1720–1754 w herbie widoczny był pałac w otoczeniu lasu (wieniec topoli) oraz na pierwszym planie jeleń przy kamiennym słupku. 

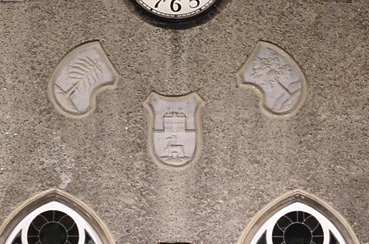
Wcześniejsze wersje herbu miasta, umieszczone na ścianie ratusza

Począwszy od 1764 roku, godłem herbowym miasta został dąb (niem.: Eiche). Początkowo dąb przedstawiany był na tle gór, natomiast w późniejszym herbie (z 1809 roku) przedstawiany był zielony dąb z żółtymi żołędziami, na białym (srebrnym) tle, ale już bez gór.
Wszystkie trzy wcześniejsze wersje herbu można zobaczyć na ścianie frontowej wałbrzyskiego ratusza.

### Historia dębu herbowego
Pierwotnie sądzono, że pierwowzorem herbowego drzewa był dąb, który przez wiele lat rósł na dawnym zboczu kamieniołomu. Drzewo to zachowało się na kilku zdjęciach i litografii z około 1875 r., które są w zbiorach wałbrzyskiego muzeum. Jednak podczas sprzątania terenu Parku im. Jana III Sobieskiego w Wałbrzychu, przy alejce będącej przedłużeniem ulicy Inwalidów Wojennych, pracownicy MZUK-u odnaleźli potężny kamień, na którym po usunięciu ziemi i oczyszczeniu ukazał się napis: „Stadteiche gepflanzt 1933 anstelle der Wappeneiche”, co oznacza: : „Miejski dąb posadzony w 1933 roku w miejsce dębu herbowego”. Pierwotny dąb usechł w roku 1932 i został usunięty razem z korzeniami a w jego miejsce, w 1933 roku, zasadzono nowy.

### Zmiana herbu w czasach Polski Ludowej
Po II wojnie światowej i powrocie Wałbrzycha do „macierzy” czyli do ziem polskich, nastąpiła zmiana herbu. W prawej (heraldycznie) – czerwonej połowie tarczy widniała połowa polskiego orła z głową zwróconą w prawo, zaś w lewej – żółtej (złotej) tarczy zielony dąb z żołędziami, całość od dołu łączyły zielono-czarne wzniesienia.
Do tej wersji nawiązuje bezpośrednio herb powiatu wałbrzyskiego.